# (212977) Birutė
(212977) Birutė est un astéroïde de la ceinture principale.

## Description
(212977) Birutė est un astéroïde de la ceinture principale. Il fut découvert le 2 février 2009 à Moletai par Kazimieras Černis. Il présente une orbite caractérisée par un demi-grand axe de 2,27 UA, une excentricité de 0,14 et une inclinaison de 6,0° par rapport à l'écliptique.